# Martin Wagner (labdarúgó, 1968)
Martin Wagner (Offenburg, 1968. február 24. –) válogatott német labdarúgó, középpályás, hátvéd.

## Pályafutása

### Klubcsapatban
Az FV Kehl és az FV Offenburg korosztályos csapataiban kezdte a labdarúgást. 1988 és 1992 között az 1. FC Nürnberg labdarúgója volt. 1992-ben szerződött az 1. FC Kaiserslautern együtteséhez, ahol tagja volt az 1997–98-as idényben bajnokcsapatnak és az 1996-os német kupa-győztes együttesnek. A 2000–01-es idényben a VfL Wolfsburg játékosa volt és itt vonult vissza az aktív labdarúgástól.

### A válogatottban
1992 és 1994 között hat alkalommal szerepelt a német válogatottban. Részt vett az 1994-es amerikai világbajnokságon.

## Sikerei, díjai
1. FC Kaiserslautern
- Német bajnokság (Bundesliga)
  - bajnok: 1997–98
  - 2.: 1993–94
- Nyugatnémet kupa (DFB-Pokal)
  - győztes: 1996